# 田村秀治
田村 秀治（たむら ひでじ、1904年 – 1988年10月2日）は、日本の外交官。アラブに長く勤務し、日本とアラブ諸国の友好関係樹立に貢献したとされる。

## 生涯
福井県大飯郡高浜村(現・高浜町)和田で生まれる。
旧制小浜中学校を経て、1927年3月に、大阪外国語学校（後の大阪外国語大学、現・大阪大学外国語学部）を卒業した。外務省留学生試験に合格し、エジプトへ派遣され、エジプト大学（現・カイロ大学）でアラビア語を学んだ。そのまま現地にとどまり、1930年4月よりアレキサンドリア総領事館に勤務した。ギリシャ人の女性と結婚。エジプトで田村は、日本とは大きく異なる気候・風土の中で土地を愛し、現地人になり切って友好関係の樹立を図った。
太平洋戦争後、日本国との平和条約によって日本が独立を回復した1952年12月に 戦後初の中東への外交官として、エジプトへ再赴任する。着任後は、1935年以来の懸案であった織物の差別関税撤廃や、日本公使公邸の備品返還の実現、イラン、シリア、レバノンと国交樹立を果たす。シリアには1954年に公使館を開設し、1958年にエジプトとシリアが合邦によりアラブ連合共和国を建国するとダマスカス総領事に就任した。しかし合邦が破れる前にシリアを離任している。
1960年1月に、新設されたサウジアラビア大使館参事官、代理大使となる。1963年6月に帰国して外務省欧亜局調査官に転じた。本省勤務時にはアラビア語を解する後輩の育成にも努めた。
1968年6月、サウジアラビア特命全権大使として赴任。着任中にファイサル国王を日本へ招待している。1970年にはイエメン大使を兼務するが、1972年2月に退任した。
退任後はアラビア石油の参与となる。1973年に石油ショックが起きると、田村は日本政府の密命を受けてサウジアラビアに渡航し、ファイサルと面会して「友好国」としての石油供給に向けた前交渉をおこなった。その後政府特使の三木武夫（副総理）が正式にアラブ産油国を歴訪、石油供給の確約を得た。
このほか、日本サウジアラビア協力機構常任顧問、中東協力センター、中東経済研究所、中近東文化センター各理事、日本・バーレーン協会長などを務めた。
1988年10月2日、アメリカ合衆国のサンフランシスコにて死去。

## 顕彰
- 勲二等瑞宝章 - 1974年
- 勲二等旭日重光章 - 1985年

## 著書
- 『イスラムの盟主サウジアラビア』読売新聞社、1976年
- 『アラビア語・日本語辞典』中東調査会、1980年
- 『アラブ外交55年 友好ひとすじに』（上・下）勁草書房、1984年